# Саратовский юридический институт МВД России
Саратовский юридический институт МВД России — высшее учебное заведение в системе образовательных учреждений МВД России, существовавшее в 1925—2012 годах.

## История
17 сентября 1925 года по решению НКВД РСФСР в Саратове была основана 2-я Саратовская школа младшего командного состава милиции. Школа должна была готовить старших милиционеров, агентов уголовного розыска I и II разрядов, участковых надзирателей и помощников начальников волостной милиции. Кадры готовились для семи губерний: Астраханской, Самарской, Саратовской , Смоленской, Сталинградской, Ульяновской и Оренбургской, а также для Калмыцкой автономной области и АССР немцев поволжья. С 7 марта 1927 года в школе открылось уголовно-розыскное отделение.
19 мая 1928 года была произведена реорганизация. Деление учебных заведений милиции на школы среднего и младшего комсостава было отменено. С этого момента школа называлась 5-я школа административно-милицейских работников НКВД.
В начале 30-х годов была проведена очередная реорганизация. Милицейские школы передавались в подчинение местных управлений милиции. В этой связи школа была переименована в 5-ю школу рабоче-крестьянской милиции Главного управления милиции и уголовного розыска. С марта 1937 года — 7-я Саратовская школа РКМ, а с сентября 1938 года — Саратовская школа милиции ГУРКМ НКВД СССР.
С декабря 1942 года школа вновь изменяет название. С этого момента она называлась Саратовская межобластная школа милиции НКВД СССР.
15 июня 1952 года ряд школ милиции, в том числе и Саратовская стали относиться к средне-специальным учебным заведениям по типу существовавших на тот момент юридических школ. Теперь она называлась Саратовская школа милиции МВД СССР.
В апреле 1964 года в школе открылось отделение для подготовки следователей для работы в органах внутренних дел. В дальнейшем школа также начала подготовку сотрудников ГАИ, а затем и сотрудников службы БХСС.
30 августа 1984 года школа была преобразована в Саратовские высшие курсы МВД СССР, то есть школа была преобразована в высшее учебное заведение, были сформированы кафедры, был набран штат профессорско-преподавательского состава.
25 августа 1990 года Саратовские высшие курсы МВД СССР были ликвидированы и на базе высших курсов был создан факультет МВД СССР при Саратовском юридическом институте имени Д. И. Курского. Однако уже 10 мая 1991 года была образована Саратовская высшая школа МВД России, куда был возвращен ранее выделенный факультет. В школе осуществлялась подготовка по специальности «правоведение» с экспертно-криминалистическим уклоном.
5 февраля 1998 года школа была переименована в Саратовский юридический институт МВД России.
До момента ликвидации вуза в его структуру входили факультеты очной формы подготовки по специальностям «судебная экспертиза», «юриспруденция», «правоохранительная деятельность», «таможенное дело», «право и организация социального обеспечения», «правоведение», факультет подготовки научно-педагогических кадров, факультет переподготовки и повышения квалификации, факультет заочного обучения и специальный факультет.
В 2011 году было объявлено о грядущей ликвидации института. 12 января 2012 года Саратовский юридический институт МВД России был окончательно ликвидирован. Курсанты, не окончившие обучение на момент ликвидации вуза, были переведены в другие учебные заведения.

## Начальники
- Ланщиков, Пётр Иванович (1925—1927)
- Редзько, Константин Владимирович (1927—1929)
- Левченко, Яков Дмитриевич (1929—1930)
- Жуйков, Михаил Александрович (1930—1932)
- Кедров, Дмитрий Николаевич (1932—1936)
- Самойлов, Иван Дмитриевич (1936—1942)
- Федюков, Владимир Васильевич (1942—1944)
- Аверин, Илларион Васильевич (1944—1946)
- Тихонов, Павел Михайлович (1946—1950)
- Николаев, Александр Васильевич (1950—1952)
- Коротков, Василий Васильевич (1952—1955)
- Скворцов, Александр Алексеевич (1955—1961)
- Туник, Пётр Иосифович (1961—1974)
- Гвоздев, Александр Михайлович (1974—1977)
- Цветков, Виктор Иванович (1977—1985)
- Дорохов, Виктор Александрович (1985—1988)
- Рубцов, Владимир Григорьевич (1988—1991)
- Григорьев, Фёдор Андреевич (1991—1996)
- Егоров, Александр Георгиевич (1996—2001)
- Синюков, Владимир Николаевич (2001—2008)
- Назаров, Валерий Юрьевич (2008—2012)